# Serie-Pressen
Serie-Pressen var namnet på två svenska serietidningar. Den första var en innovativ antologitidning utgiven av Saxon och Lindström och Svenska Serier AB i början av 1970-talet. Den andra var ett kortlivat försök till nyversion utgiven av Formatic Press mer än tjugo år senare.

## Version 1: 1971–72
Första versionen av Serie-Pressen var en ambitiös seriesatsning som gavs ut varannan vecka av Saxon och Lindströms i samarbete med Svenska Serier AB. Den startade 1971 och var då i tabloidformat (samma storlek som kvällstidningar). Många av tidningens serier var så kallade fortsättningsserier, så man var tvungen att köpa nästa nummer för att få veta hur det gick. Upplägget liknande den gamla tidningen Karl-Alfred, med en blandning av humor- och äventyrsserier. Man satsade också på artiklar om serier och hade en brevspalt där Sture Hegerfors svarade på frågor.
När tidningens försäljningssiffror dalade, övergick man till vanligt serietidningsformat (från nummer 11/72). Denna förändring hjälpte dock inte och eftersom tidningen sålde allt sämre, lades den ner efter ett knappt år. Sammanlagt kom det ut 24 nummer (5 stycken 1971 respektive 19 stycken 1972).
Bland serierna som publicerades fanns Krazy Kat, Allan Kämpe, Dick Tracy, Dr. Merling, Johan, Lotta och Jocko, Wilmer, Mandrake, Blixt Gordon, Fransson med flera. I de nummer som gavs ut i tabloidformat fanns också avslutade äventyr med Marvelhjältar som Spindeln, Demonen, Tor och Järnmannen.

## Version 2: 1993–94
1993 återupplivades namnet Serie-Pressen som SeriePressen Comic Magazine av serieentusiasten Roger Schaeder, som även återupplivade det klassiska serieförlaget Formatic Press som utgivare. Tidningen innehöll även denna gång blandade serier och artiklar om serier, av bl.a. Olle Dahllöf. Den här gången gavs tidningen endast ut i vanligt serietidningsformat och fokuserade mer på humorserier. Utgivningen varade dock bara i 11 nummer, varav det sista utkom 1994.
Tidningen innehöll bland andra Adamson av Oscar Jacobsson, Pyton och Himlens änglar av Jan Romare, Baby Blues av Rick Kirkman och Jerry Scott, Barockt av Bruce Beattie, Adam av Brian Basset, Sveryda av Magnus Knutsson och Ulf Jansson, Krazy Kat av Herriman, Familjen Flax av Dik Browne, JP Krax av Jeff MacNelly, Sams serie av Mort Walker och Jerry Dumas, samt Haspen är lös av W.B. Park, men även serier som Buzz Cooper av Roy Crane gjorde gästspel. Inom ramen för utgivningen rymdes också SeriePressen Minialbum, som utkom i pocketutgåva 1994 helt tillägnad serien Barockt av Bruce Beattie.